# Kroes (achternaam)
Kroes is een achternaam.

## Nederlandse personen met achternaam (de) Kroes
- Alex Kroes (1974), voetbalbestuurder en ondernemer
- Doutzen Kroes (1985), fotomodel
- Eddy de Kroes (1949), vastgoedhandelaar
- Hans Kroes (1965), zwemmer
- Henk Kroes (1938), oud-voorzitter van de Vereniging de Friesche Elf Steden
- Hermanus Kroes (1864-1954), architect
- Iris Kroes (1992), zangeres
- Neelie Kroes (1941), politica
- Nol Kroes (1918-1976), beeldend kunstenaar
- Wolter Kroes (1968), zanger

## Personen met achternaam Kroese
- Johannes Kroese Meijer (1898-1972), Nederlands officier in het Koninklijk Nederlands Indisch Leger.
- Wim Kroese (1936), Nederlands luchtvaartjournalist en auteur

## Personen met achternaam Kroesen
- Frederick Kroesen (1923-2020), Amerikaans generaal
- Jolanda Kroesen (1979), Nederlandse softballer
- Willem Egbert Kroesen (1817-1873), Nederlands generaal en KNIL-commandant